# Полиця

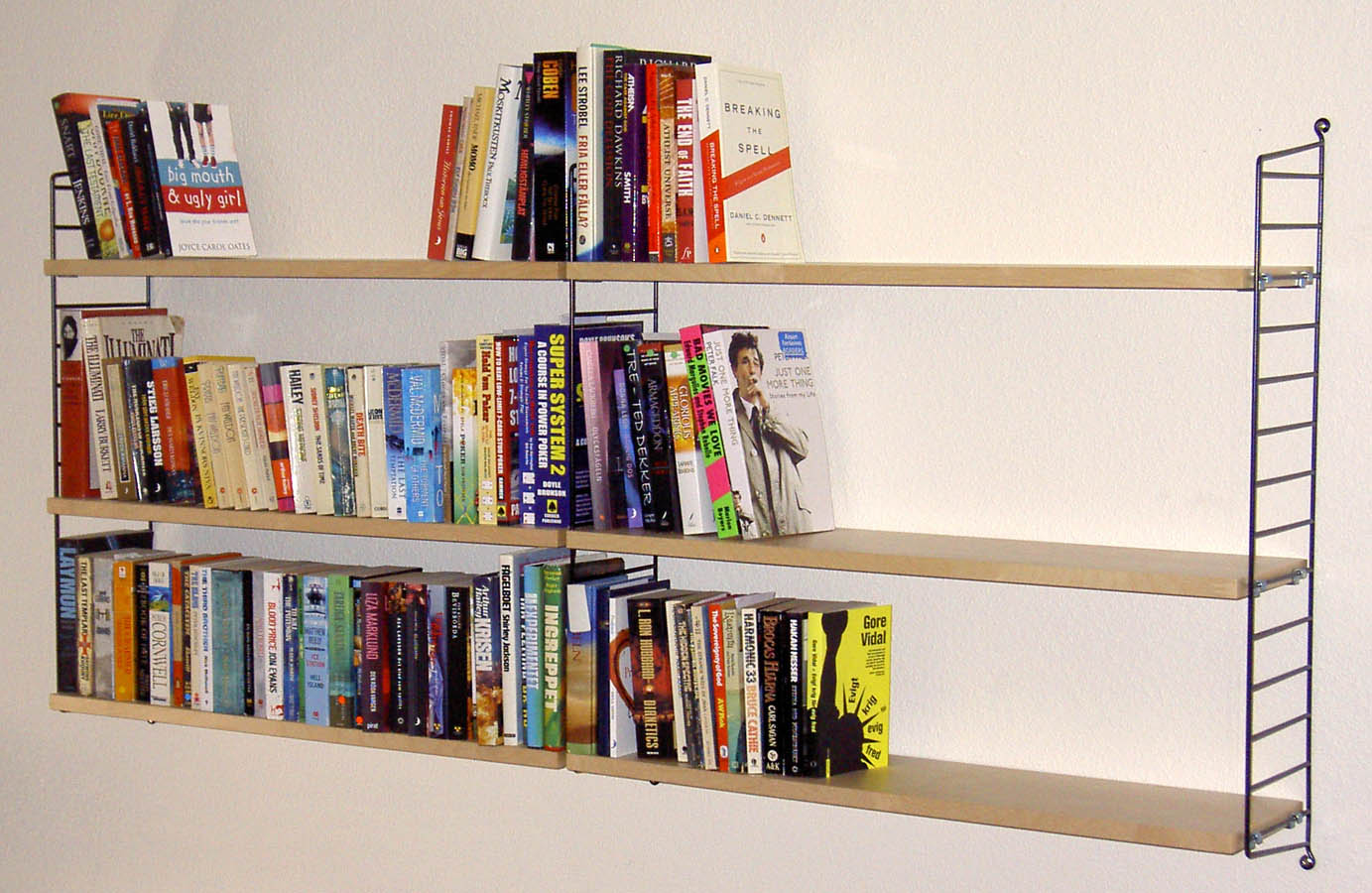
Книжкова полиця

Поли́ця, рідко по́лка (від прасл. *polъ — «дошка», «планка», «поміст») — меблевий виріб без передньої стінки, із задньою стінкою або без неї, для розміщення книжок та інших предметів.
Полиці можуть виготовлятися з різних матеріалів (деревина, ДВП, МДФ, скло, дзеркало, метал, камінь тощо). Можуть комплектуватися підсвічуванням; в тому числі скляні полиці — світлодіодними, що розташовуються як в торці скла, так і всередині багатошарової скляної конструкції.
Полиці кріпляться до стін за допомогою різних кріплень, як прихованих («титани», «вушка»), так і таких, що мають декоративну функцію (тросові системи, ланцюги, «пелікани» тощо).

## Види полиць за функціональним призначенням

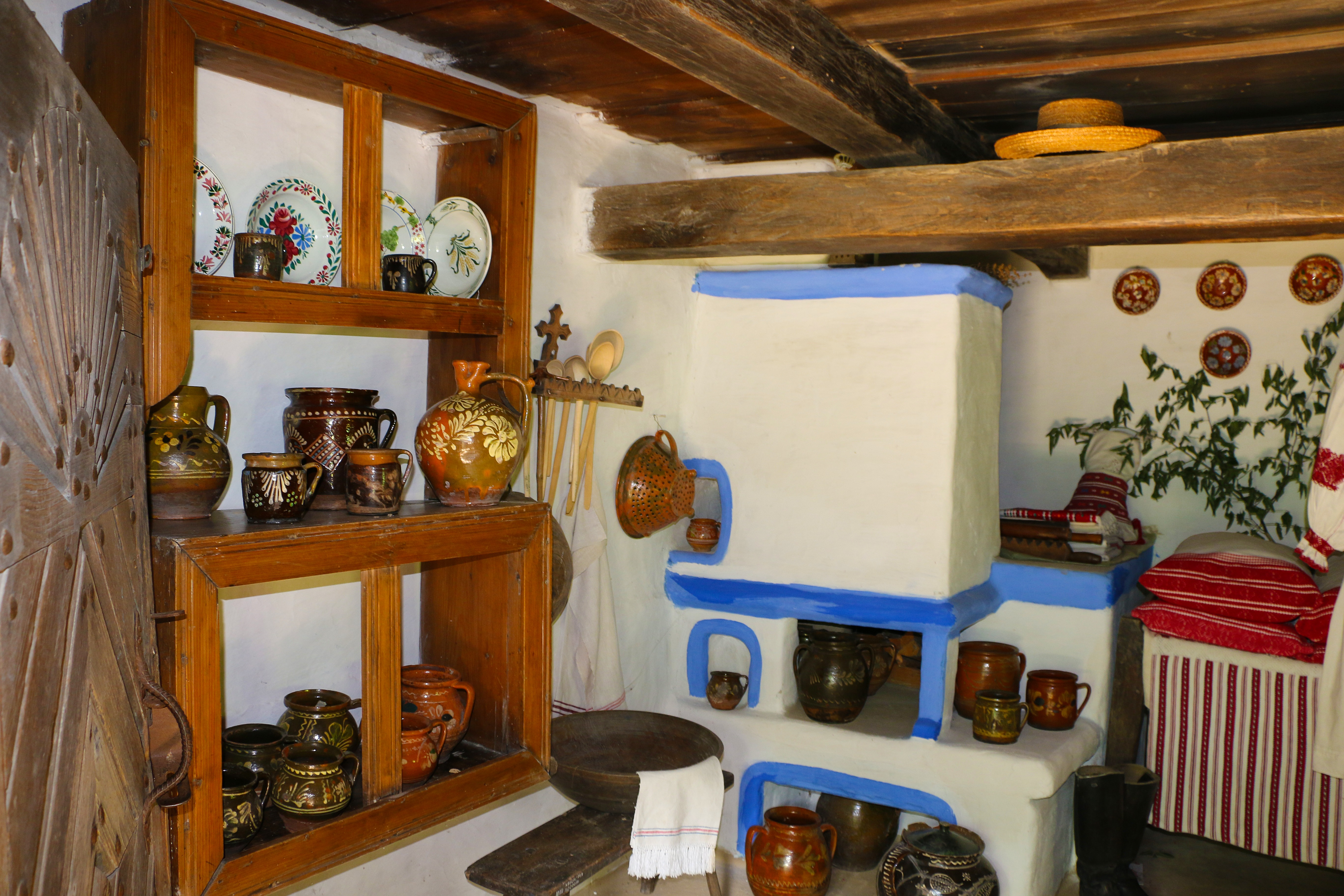
Мисник і ліжник в інтер'єрі хати з села Стеблівка Хустського району Закарпатської області. Музей у Пирогові.

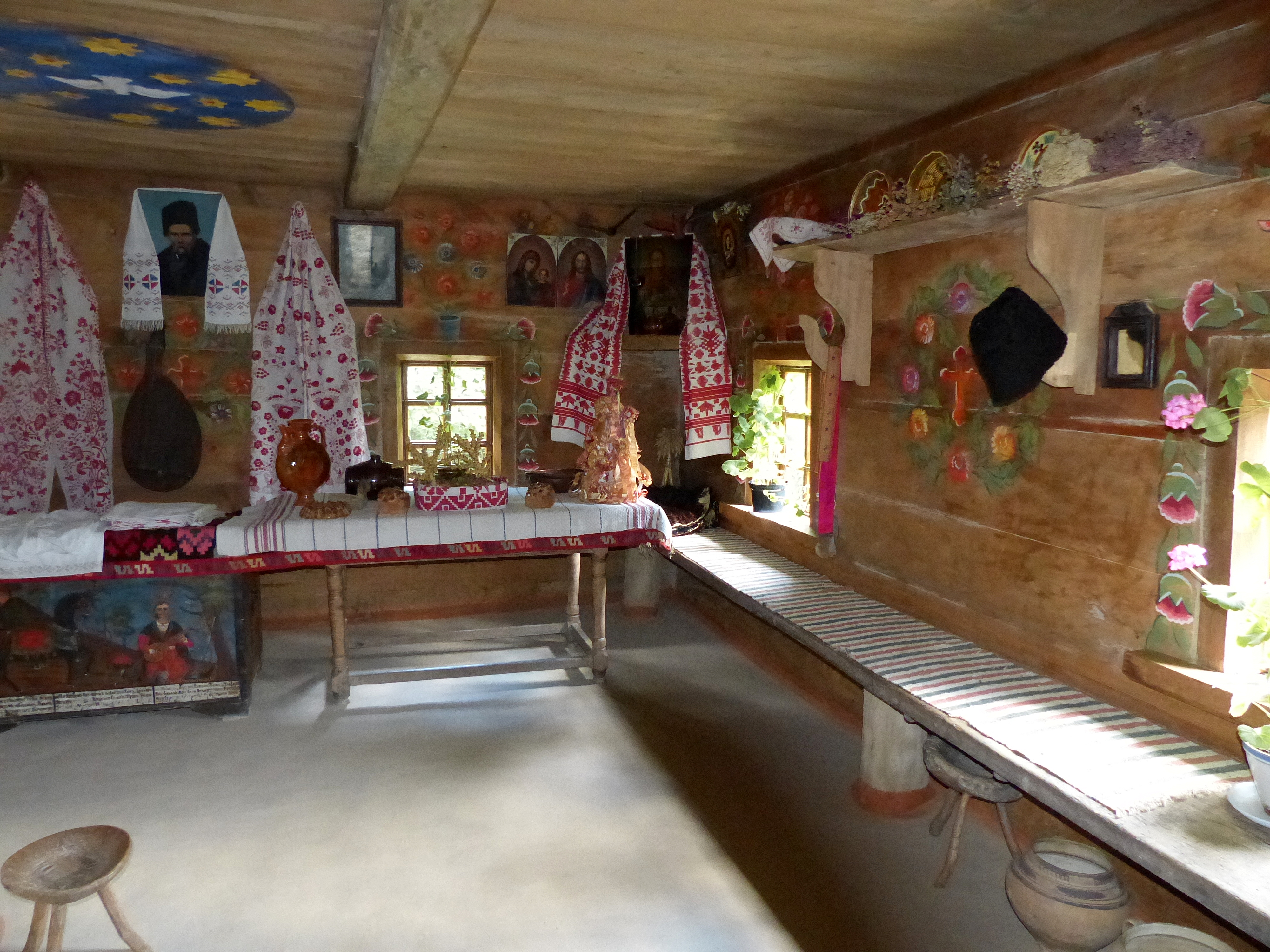
Мисник над при́лавком в інтер'єрі хати з села Мамекине. Музей у Пирогові.

- Книжкова полиця — полиця для зберігання книг.
- Полиця для спецій — (зазвичай вузька) кухонна полиця, що має передній обмежувальний бортик або отвори для встановлення ємностей зі спеціями.
- Полиця ванної кімнати
- Полиця універсального призначення
- Ми́сник чи поставе́ць — полиця для посуду, іноді для продуктів у сільській хаті[3][4].
- Су́дник — полиця для посуду і продуктів[5].
- Нами́сник — полиця (шафка) для посуду над дверми гуцульської хати[6].

## Види полиць за розташуванням в приміщенні
- Настінна полиця — полиця навішується на стіну.
- Полиця підвісна — полиця підвішується на тросах, ланцюгах тощо, з кріпленням до стелі приміщення.
- Кутова полиця — полиця розміщується в кутку приміщення і має кріплення до двох суміжних стін. Кутові полиці поділяються на полиці:
  - Для внутрішнього кута — для кутів між суміжними стінами менше 180°.
  - Для зовнішнього кута — для кутів між суміжними стінами більше 180°.

## Види полиць за конструктивним виконанням
- Полиця-консоль — полиця, що являє собою одну горизонтальну площину, нерухомо закріплену перпендикулярно стіні.
- Полиця з бічними стінками — полиця має бічні стінки для спирання та обмеження зміщення предметів, що на ній знаходяться.
- Полиця з бічними стінками і верхньою горизонтальною стінкою — різновид настінної шафи без дверей.
- Полиця з задньою стінкою — полиця має задню стінку.
- Багатоярусна полиця — полиця має кілька горизонтальних стінок розташованих одна над одною.
- Комбінована полиця — полиця має горизонтальні і вертикальні стінки, що утворюють відділення для зберігання предметів різного функціонального призначення, а також яка може мати висувні шухляди.

## Види полиць за взаємним розташуванням
- Полиця одиночна — єдина полиця на стіні або полиця, що знаходиться на значній відстані від іншої полиці або групи полиць.
- Група полиць — кілька близько розташованих і об'єднаних композиційно одиночних полиць.

## Фразеологізми і стійкі сполучення
- Розкласти все по полицях.
- Класти зуби на полицю — не маючи харчів, не їсти; голодувати.

## Галерея

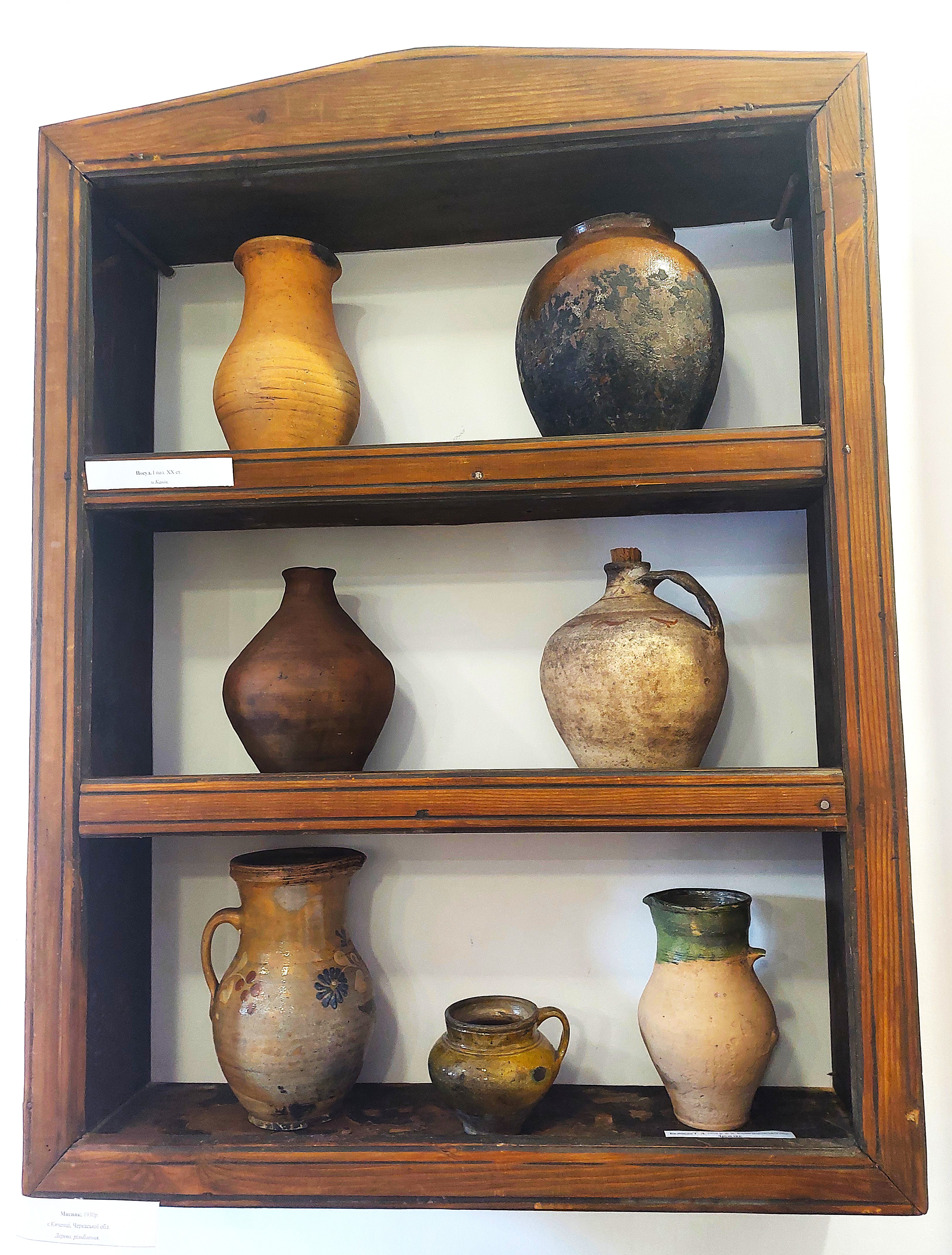
Мисник
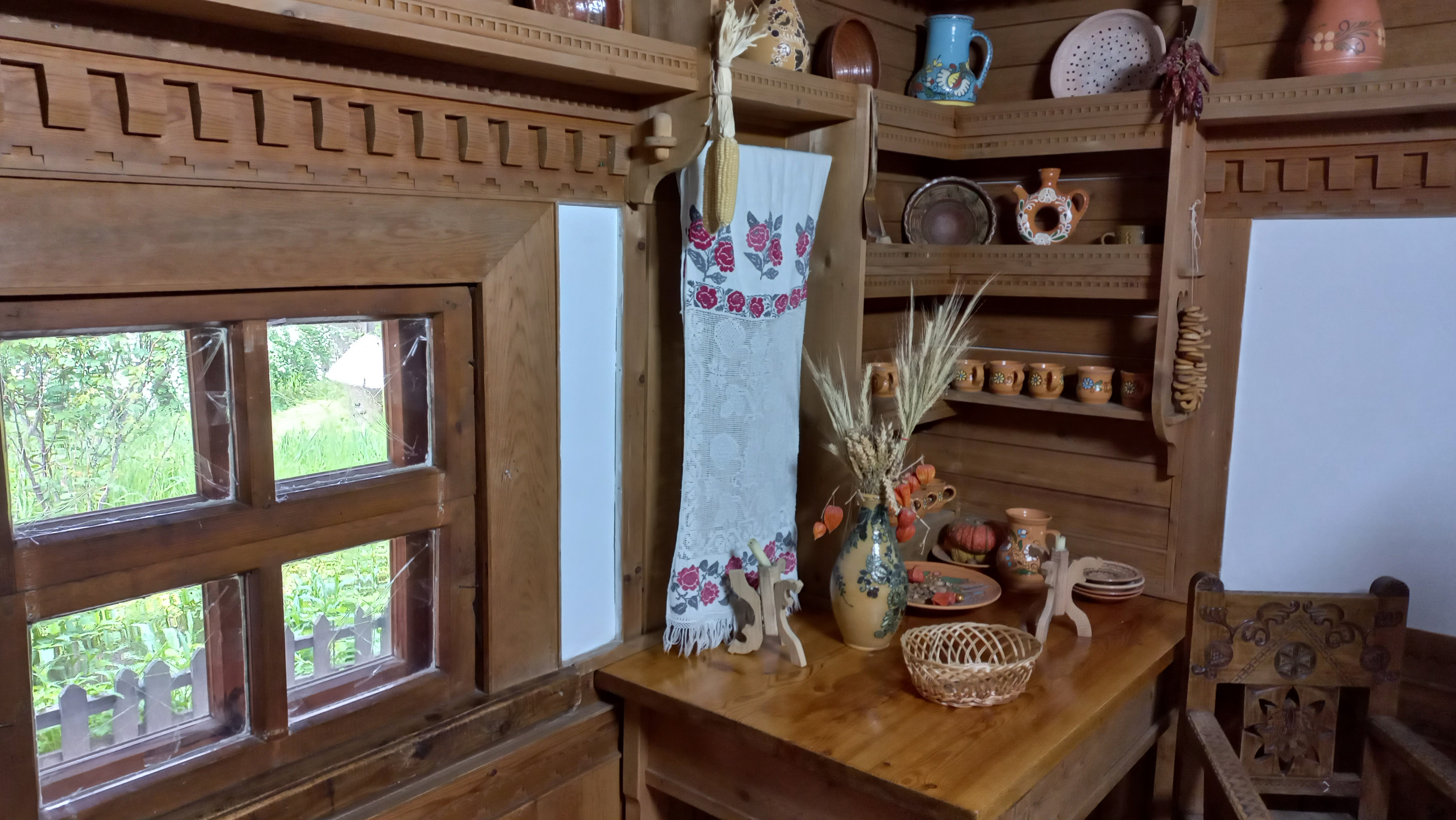
Мисник з музею Котляревського в Полтаві